# Bandera del Óblast de Jersón (Rusia)
La bandera de la administración rusa del óblast de Jersón, es el símbolo utilizado por las autoridades prorrusas en la ocupación militar en curso del óblast ucraniano de Jersón, desde la anexión formal a Rusia de este territorio en septiembre de 2022.

## Historia
A la firma del acuerdo de anexión del óblast de Jersón a la Federación Rusa, firmado por el presidente ruso Vladímir Putin y el líder instalado por los rusos en la región, Volodímir Saldo, la bandera de la región de Jersón pudo verse expuesta. Su diseño es similar al de la bandera del óblast homónimo de Ucrania, pero en el centro de la franja blanca se incorpora el escudo de 1803 de Jersón, adornado con ramas de roble y lazos azules, topado además con una corona imperial.

## Banderas relacionadas

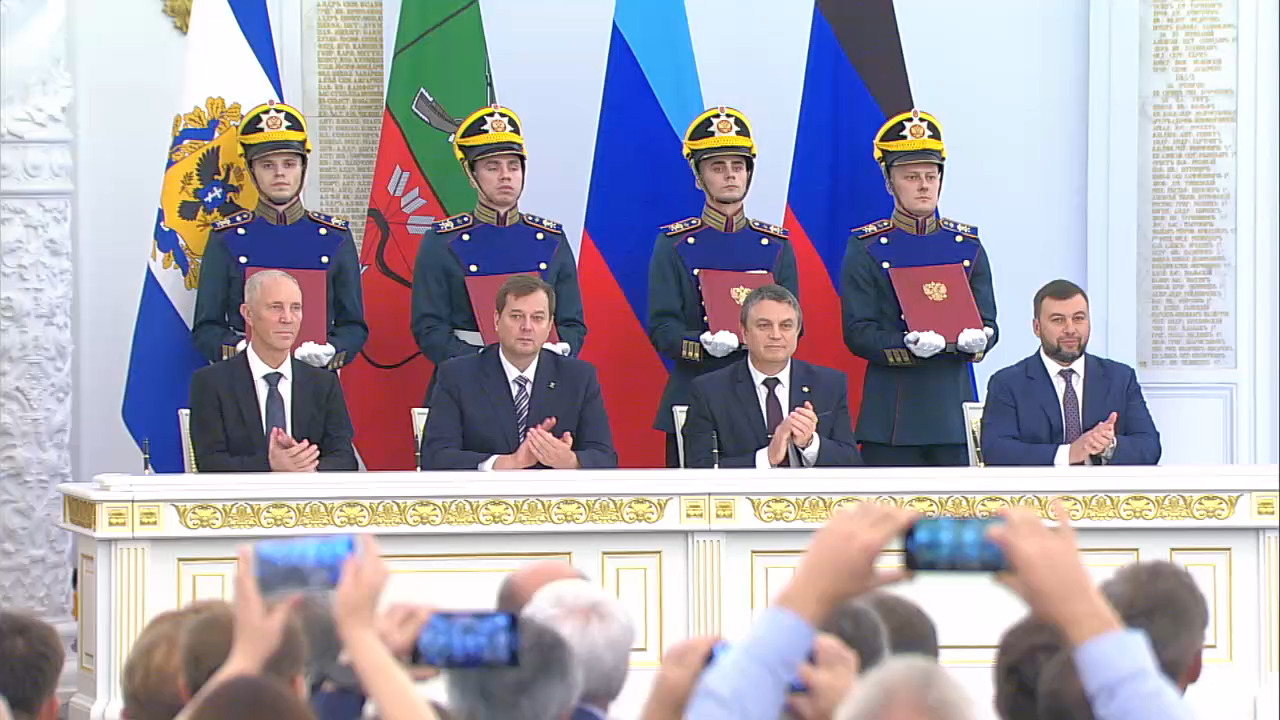

- Bandera del óblast ucraniano de Jersón.
- Escudo del óblast ucraniano de Jersón.
- Escudo de la administración rusa del óblast de Jersón.
- Ceremonia de firma de los acuerdos de anexión de Donetsk, Lugansk, Zaporiyia y Jersón a Rusia.